# Solanum glaberrimum
Solanum glaberrimum är en potatisväxtart som beskrevs av Conrad Vernon Morton. Solanum glaberrimum ingår i släktet skattor som ingår i familjen potatisväxter. Inga underarter finns listade i Catalogue of Life.